# Werner Dreibus

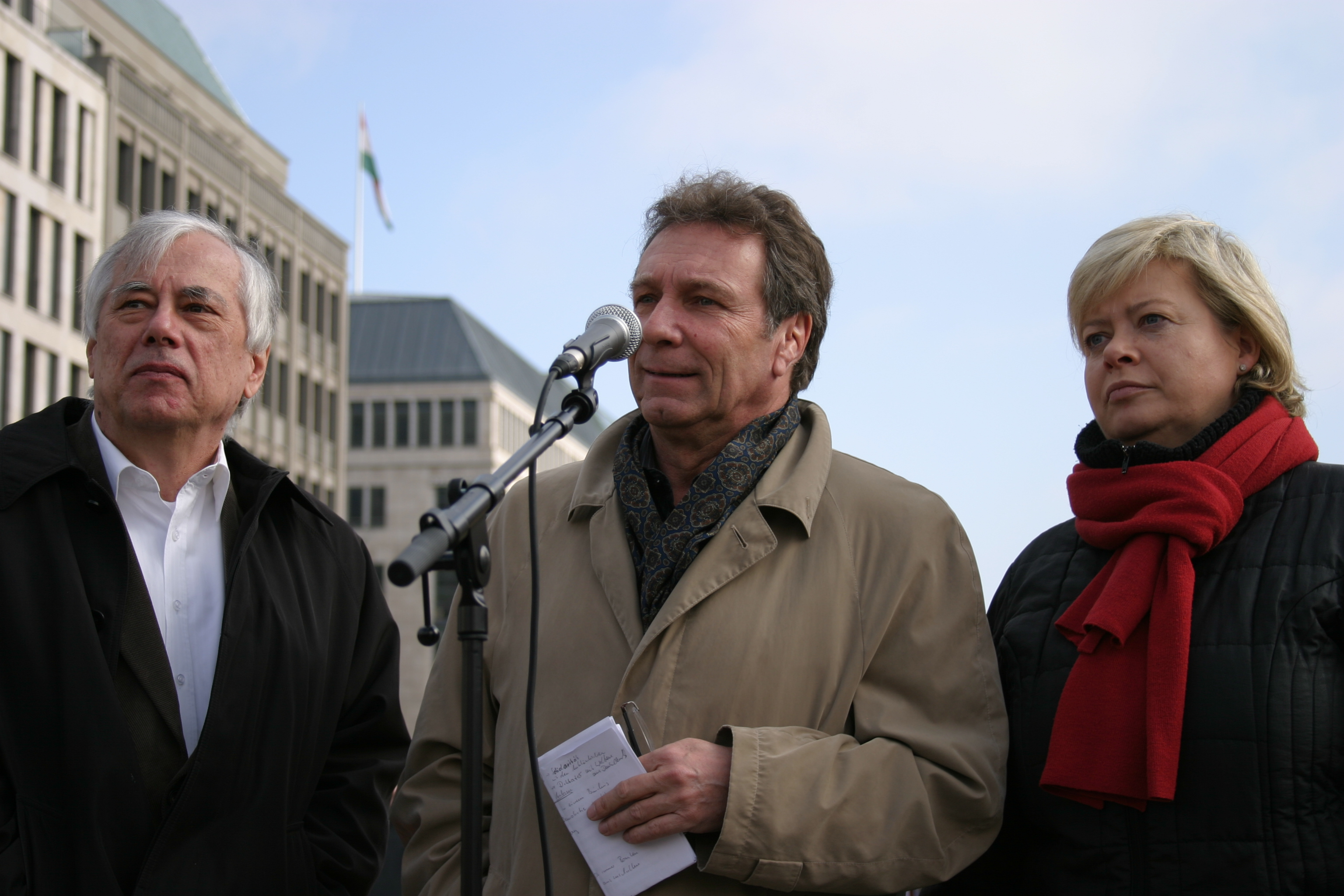
Werner Dreibus (links) mit Klaus Ernst und Gesine Lötzsch bei einer Mahnwache gegen die Militärintervention in Libyen am 20. März 2011 vor dem Brandenburger Tor

Werner Dreibus (* 20. Juni 1947 in Offenbach am Main) ist ein ehemaliger deutscher Politiker (Die Linke). Er war von 2006 bis 2009 stellvertretender Vorsitzender der Linksfraktion im Bundestag und war von 2010 bis 2012 einer von zwei Bundesgeschäftsführern der Linkspartei (mit Caren Lay).

## Leben und Beruf
Nach der Volksschule absolvierte Dreibus eine Ausbildung zum Chemiefacharbeiter und war anschließend in seinem erlernten Beruf tätig. Nach dem Besuch der Akademie der Arbeit in Frankfurt am Main war Dreibus als Sekretär und Lehrer in der Erwachsenenbildung für die IG Chemie, Papier, Keramik und die IG Metall tätig. Von 1994 bis 2010 war er 1. Bevollmächtigter der IG Metall in Offenbach.
Werner Dreibus ist verheiratet und hat eine Tochter. Er lebt heute im niedersächsischen Wagenfeld.

## Partei
Dreibus zählt zu den Mitbegründern der WASG in Hessen und war bis Oktober 2005 geschäftsführendes Mitglied des WASG-Landesvorstandes Hessen. Seit dem 16. Juni 2007 ist er Mitglied der Partei Die Linke. Auf dem Bundesparteitag am 15. Mai 2010 wurde er mit 82,4 Prozent der Stimmen zum Bundesgeschäftsführer gewählt. Im Juni 2012 trat er nicht mehr zur Wahl an und sein Nachfolger wurde Matthias Höhn.

## Abgeordneter
Seit 2005 war er Mitglied des Deutschen Bundestages und dort gewerkschaftspolitischer Sprecher der Linksfraktion. Im Oktober 2006 wurde Dreibus zum stellvertretenden Fraktionsvorsitzenden gewählt. Bei der Bundestagswahl 2009 wurde er erneut in den Deutschen Bundestag gewählt. Werner Dreibus zog stets über die Landesliste Hessen der Linkspartei.PDS in den Bundestag ein. Zur Bundestagswahl 2013 trat Werner Dreibus nicht wieder an und ist seither nicht mehr Mitglied des Deutschen Bundestages.